# منتخب سردينيا لكرة القدم
منتخب سردينيا لكرة القدم (بالإيطالية: Selezione di calcio della Sardegna)‏ هو ممثل سردينيا الرسمي في المنافسات الدولية في كرة القدم
.